# Kommunalwahlen in Hessen 1977
Die Kommunalwahlen in Hessen 1977 fanden am 20. März statt und führten zu einem bundesweit beachteten klaren Sieg der CDU Hessen. Sie bewirkten zudem einen Kurswechsel der sozialliberalen Landesregierung in der Schulpolitik und das Ende der Stadt Lahn.

## Ausgangssituation
Seit mehr als dreißig Jahren war die SPD Hessen die bestimmende Kraft in Hessen gewesen, hatte alle Ministerpräsidenten gestellt und war auch in den Kommunen die weitaus stärkste Kraft. Das Wort vom „roten Hessen“ war sprichwörtlich geworden. Zwar konnte die SPD auf Landesebene in den 1970er Jahren keine absoluten Mehrheiten mehr erringen, mit der FDP Hessen stand ihr jedoch ein Koalitionspartner zur Seite. Im Landtag waren seit 1970 nur noch drei Parteien vertreten und die CDU war die einzige Oppositionspartei.
Eine Folge dieser jahrzehntelangen Dominanz der SPD war eine Durchdringung vieler Bereiche des Staates mit SPD-Parteigängern, was die CDU als „Filz“ anprangerte. Dieser Vorwurf des „roten Filzes“ wurde in der Spendenaffäre der Frankfurter SPD und vor allem im Rahmen des Helaba-Skandals laut, in dessen Folge Ministerpräsident Osswald am Abend der Bundestagswahl 1976 zurücktrat.
Neben dem so genannten „roten Filz“ waren die Schulpolitik und die Gebietsreform in Hessen Hauptthemen der politischen Auseinandersetzung.

## Wahlergebnisse

### Gemeindeebene
Die 3,8 Millionen Wahlberechtigten zeigten mit 79,6 Prozent Wahlbeteiligung ein hohes Interesse an der Wahl. Die CDU errang einen Erdrutschsieg, der hauptsächlich zu Lasten der SPD ging, die als dominierende Rathauspartei abgelöst wurde.
| Partei | Ergebnis (%) | Veränderung |
| ------ | ------------ | ----------- |
| CDU    | 44,8         | + 11,5      |
| SPD    | 42,1         | - 7,4       |
| FDP    | 4,8          |             |
| FWG    | 7,2          | - 4,3       |

### Kreisebene
Auch bei der Wahl zu den Kreistagen zeigte sich das gleiche Bild: Von den 2,8 Millionen Wahlberechtigten in den Landkreisen (ohne kreisfreie Städte) gingen 82 Prozent zur Wahl.
| Partei | Ergebnis (%) | Veränderung |
| ------ | ------------ | ----------- |
| CDU    | 47,4         | + 9,2 %     |
| SPD    | 42,7         | - 4 %       |
| FDP    | 5,1          | -0,8 %      |

Die Verteilung der Stimmen machte bei einem Blick auf die Landkarte deutlich, dass das Schlagwort „rotes Hessen“ zumindest auf der kommunalen Ebene nicht mehr zutraf. Die CDU hatte in neun Landkreisen eine absolute und in sechs Landkreisen eine relative Mehrheit errungen. Die SPD konnte nur noch in vier Landkreisen (Landkreis Kassel, Werra-Meißner-Kreis, Schwalm-Eder-Kreis, Kreis Groß-Gerau) absolute und in sechs Landkreisen (Landkreis Hersfeld-Rotenburg, Vogelsbergkreis, Landkreis Gießen, Landkreis Darmstadt-Dieburg, Lahn-Dill-Kreis, Odenwaldkreis) relative Mehrheiten aufweisen. Die CDU erreichte im Landkreis Fulda, Landkreis Limburg-Weilburg, Hochtaunuskreis, Main-Taunus-Kreis, Rheingau-Taunus-Kreis, Landkreis Offenbach und Landkreis Bergstraße absolute und in den Kreisen Landkreis Waldeck-Frankenberg, Landkreis Marburg-Biedenkopf, Wetteraukreis und Main-Kinzig-Kreis relative Mehrheiten. Dieses Wahlergebnis zeigte immerhin, dass die Hochburgen der Parteien weiter intakt waren: Während die CDU im katholischen Fulda und in Südhessen ihre Hochburgen hat und hatte, blieb die SPD in Nordhessen dominant.

### Umlandverband
Erstmals wurde der Verbandstag des Umlandverbandes Frankfurt im März 1977 in fünf Wahlbezirken gewählt. Dieser wurde von der CDU dominiert.

## Einzelergebnisse

### Frankfurt
Eine besondere Signalwirkung hatte das Wahlergebnis in Frankfurt am Main, Hessens größter Stadt. Frankfurt war Schwerpunkt der Studentenrevolte gewesen. Mit dem Frankfurter Häuserkampf hatten linksgerichtete Studenten den Protest gegen die sozialdemokratische Stadtentwicklungspolitik aufgegriffen, der aber, zumindest in vielen ihrer Ziele, auch von breiten Teilen der bürgerlichen Bevölkerung geteilt wurde. Frankfurt litt unter einer hohen Kriminalitätsrate und wurde in den Medien zugleich als Krankfurt und Bankfurt beschrieben.
Wie das Land, so war auch Frankfurt seit dem Krieg von Sozialdemokraten regiert worden. Obwohl die Großstädte mit ihrem hohen Arbeiteranteil Hochburgen der SPD waren und dies bis zu diesem Wahlgang auch für Frankfurt galt, gewann die CDU massiv hinzu, erzielte sogar die absolute Mehrheit und stellte mit Walter Wallmann den neuen Oberbürgermeister.
| Partei   | Ergebnis (%) | Veränderung |
| -------- | ------------ | ----------- |
| CDU      | 51,3 %       | + 11,5 %    |
| SPD      | 39,9 %       | - 10,2 %    |
| FDP      | 6,0 %        | - 1,2 %     |
| Sonstige | 2,7 %        | - 0,2 %     |

### Stadt Lahn
Der Widerstand der Bevölkerung gegen die Gebietsreform in Hessen war in Mittelhessen besonders ausgeprägt. In der aus Gießen und Wetzlar gebildeten Kunststadt Lahn gelang der Union bei den Kommunalwahlen in Hessen 1977 ein Erdrutschsieg. In der Stadt Lahn erzielte die CDU einen Zuwachs von 30,2 Prozentpunkten und kam auf 50,7 Prozent. Noch in demselben Jahr wurde Wilhelm Runtsch (CDU) zum Oberbürgermeister der Stadt Lahn gewählt. Jedoch verstarb Wilhelm Runtsch kurz nach seinem Amtsantritt.
Für die Ergebnisse in ausgewählten hessischen Städten siehe:
- Darmstadt
- Frankfurt am Main
- Fulda
- Kassel
- Offenbach am Main
- Wiesbaden

## Folgen
Die Folgen der Wahl waren tiefgreifend. In der Schulpolitik kam es zu gravierenden Änderungen. Gegen den Willen großer Teile der Bevölkerung und nun auch der Mehrzahl der Landkreise die Gesamtschule als Regelschule durchzusetzen, war der Landesregierung nicht mehr möglich, sodass die Bildung von Gesamtschulen zwar weiter gefordert und durch bestimmte Maßnahmen, zum Beispiel bessere Lehrerzuweisungen, auch gefördert wurden, es ergab sich jedoch ein Nebeneinander von Gesamtschulen und gegliedertem Schulsystem, das bis heute besteht.
Nach dem eindeutigen Bürgervotum bei der Kommunalwahl wurde die Stadt Lahn zum 31. Juli 1979 wieder aufgelöst.
Auf Ebene der Landkreise und Kommunen erwiesen sich viele der Wahlgewinne der Union als langfristig. Insbesondere in vielen ländlichen Kreisen im Rhein-Main-Gebiet waren CDU-Mehrheiten mindestens bis zu den Kommunalwahlen in Hessen 2011 gegeben.